# Propagginazione

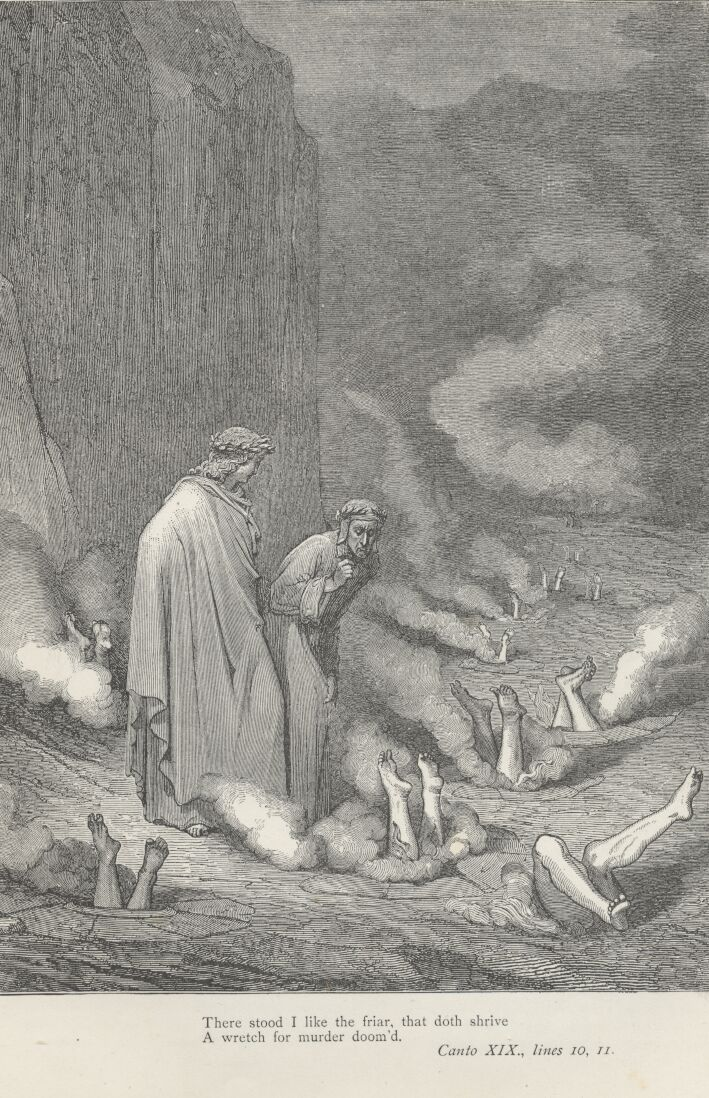
Inferno - Canto diciannovesimo, la bolgia dei simoniaci, illustrazione di Gustave Doré

La propagginazione è un metodo di esecuzione capitale, usato prevalentemente nel Medioevo.

## Descrizione
L'esecuzione consisteva nel calare il condannato a testa in giù in una buca, che veniva successivamente riempita con la terra; in altri casi la buca era colmata con melma o sterco. Colui che subiva il supplizio moriva per soffocamento. Il corpo veniva poi lasciato in balia dello scempio degli animali. La pena veniva comminata ai simoniaci e ai sicari.
Gilles Ménage osserva che si tratta di un supplizio riservato anche ad assassini e traditori, ficcati a testa in giù nella terra, a guisa di pianta, usando lo stesso termine usato in agricoltura per la piantumazione delle viti e altre piante, termine che lamenta viene spesso erroneamente trascritto come sinonimo di impiccato per "l'ignoranza degli stampatori o copiatori". Il termine deriverebbe infatti dal nome della tecnica utilizzata prevalentemente in viticoltura, con la quale viene effettuata la propagazione delle piante mediante il ripiegamento e il conseguente sotterramento di un ramo (la propaggine).

## Divina commedia
Nell'Inferno - Canto diciannovesimo, Dante dice di sentirsi come un frate che confessi un sicario, condannato alla propagginazione. secondo le leggi municipali fiorentine. Giovanni Fallani nota che appunto "agli assassini sottoposti alla pena della propagginazione si soleva far grazia per alcuni istanti, perché si confessassero ancora in extremis".